# Поро

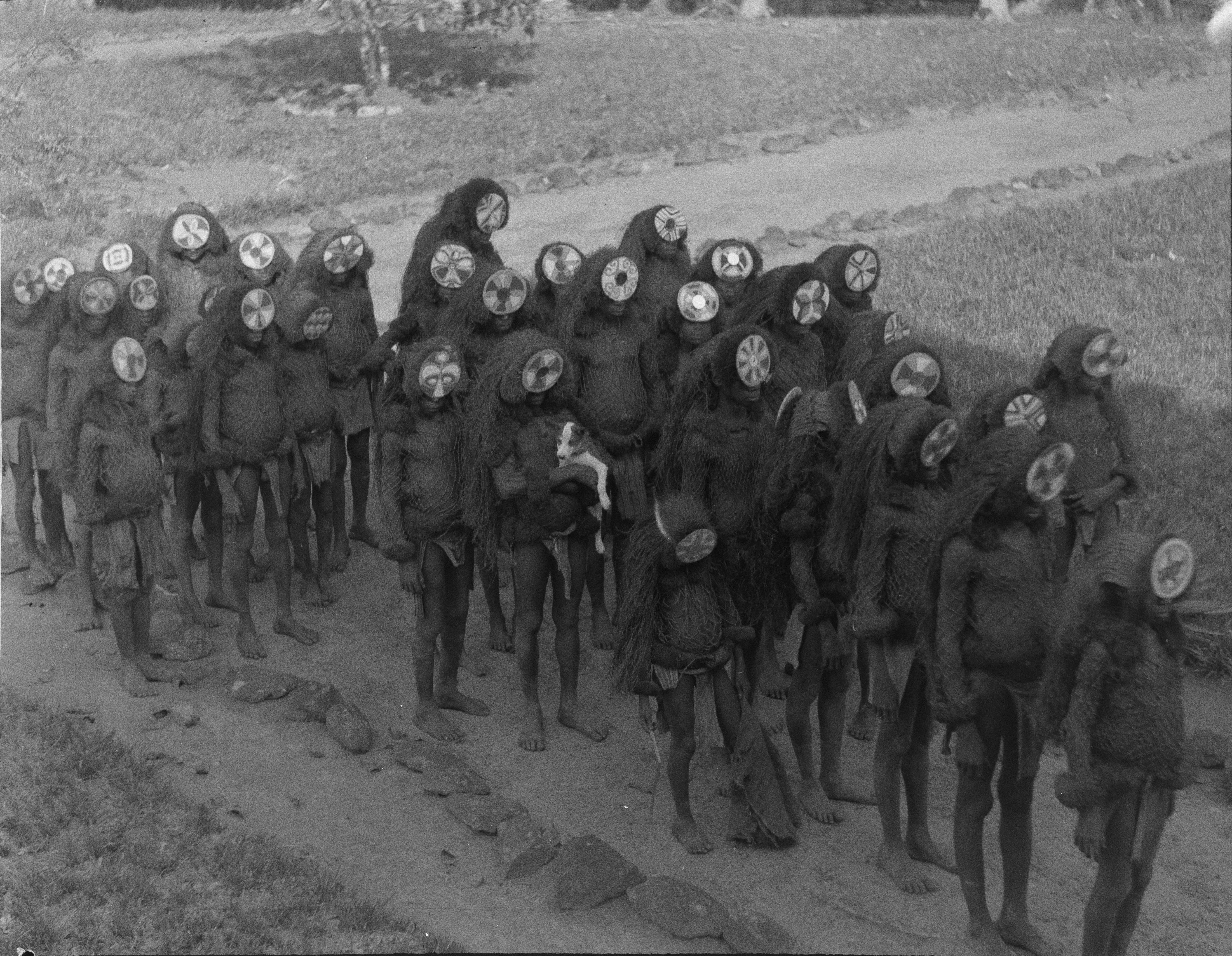
Сьорд Гофстра: Хлопці повертаються з ініціації в Поро. Пангума, Сьєрра-Леоне, 1936 рік

Поро, або Пурра або Пурро — чоловіче таємне товариство в Сьєрра-Леоне, Ліберії, Гвінеї та Кот-д'Івуарі, засноване народом Мане. Його іноді називають мисливським товариством, і до його лав допускають лише чоловіків. Жіночий аналог товариства Поро — товариство Санде.

## Структура

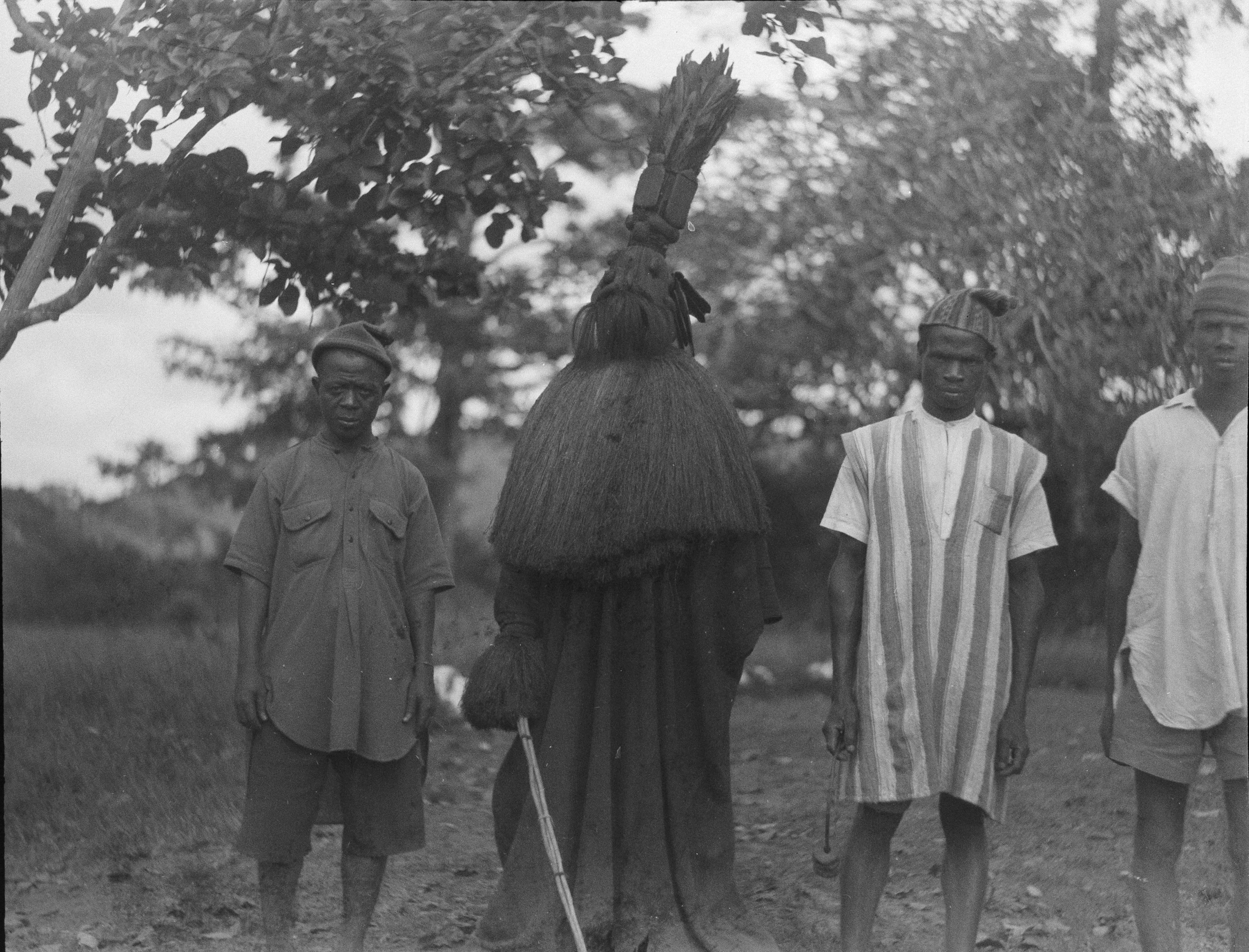
Сьорд Гофстра: маска «falui», дух однорукого воїна. Пангума, Сьєрра-Леоне, 1936 рік

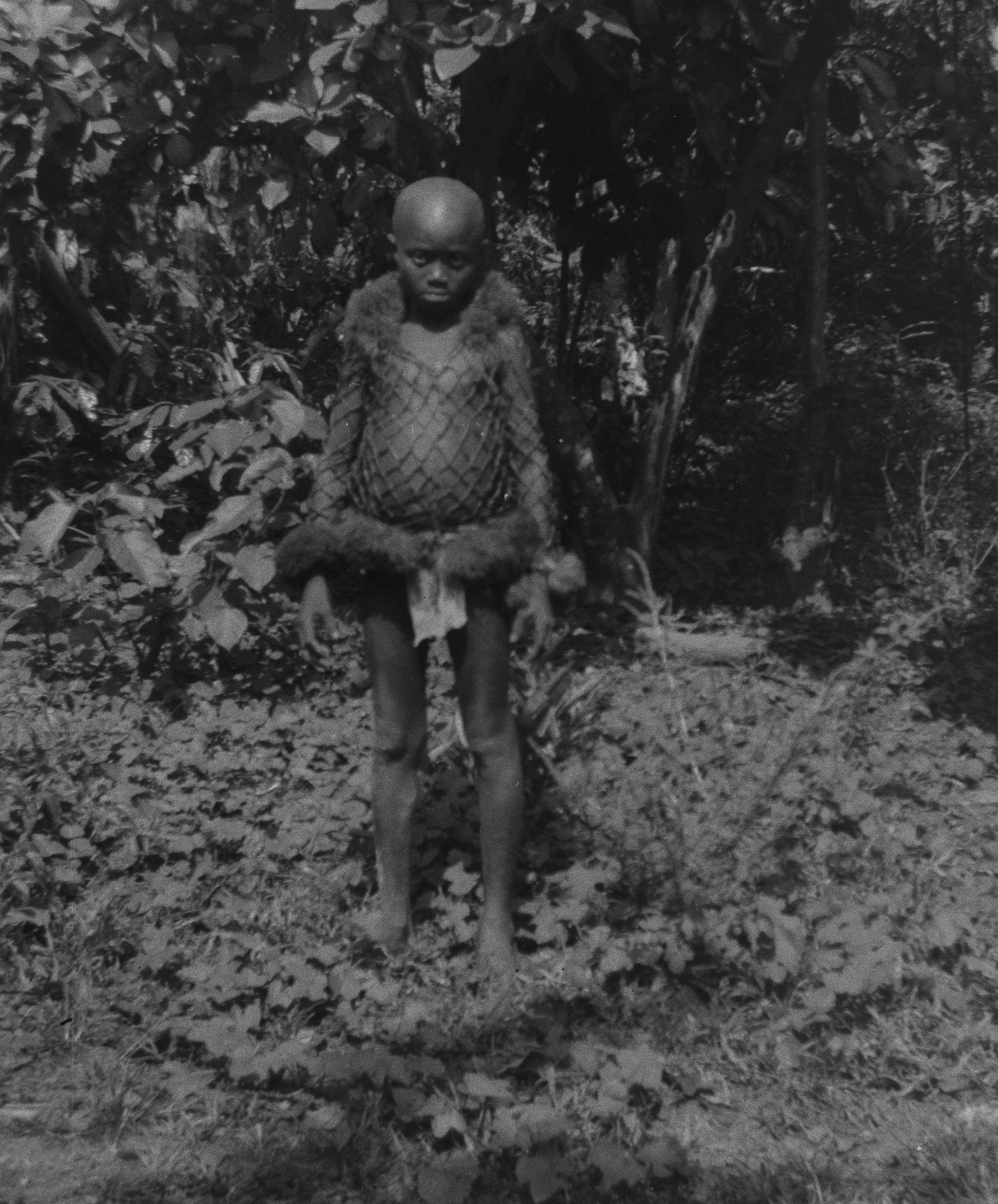
Сьорд Гофстра: Хлопчик у костюмі Поко. Пангума, Сьєрра-Леоне, 1936 рік

Товариство Поро було частиною культури, запровадженої людьми Мане, мігрантами в цей регіон ще в 1000 році нашої ери.
Усе корінне населення керується кодексом законів Поро. Це насамперед тип братського суспільства, до якого тимчасово допускаються навіть немовлята. Церемонія для них полягає в тому, що їх приносять у ліс Поро і виносять звідти.
Існують релігійні та цивільні завдання Поро. Згідно з першим, хлопчики приєднуються до нього в період статевого дозрівання в обряді переходу. У своїх цивільних аспектах спільнота виступає як свого роду місцевий орган управління, що приймає закони, вирішує питання війни та миру тощо.

## Культурний контекст
У «Культурі та звичаях Ліберії» (2006) Айодеджі Олукоджу розглядається місце суспільства Поро в житті Ліберії. «Ліберійська релігійна культура характеризується схильністю до секретності (включеною в концепцію ifa mo — «не говоріть») і вкоріненою вірою у втручання таємничих сил у людські справи».  «І еліти і прості ліберійці зазвичай пояснюють події діяльністю таємних сил». 
«Вірування включають переконання, що в людині є глибокі та приховані речі, які можуть розгадати лише віщуни, священики та інші кваліфіковані особи Це передбачає, що все, що існує або відбувається у фізичному царстві, має підґрунтя в духовному світі». 

## Соціальна функція

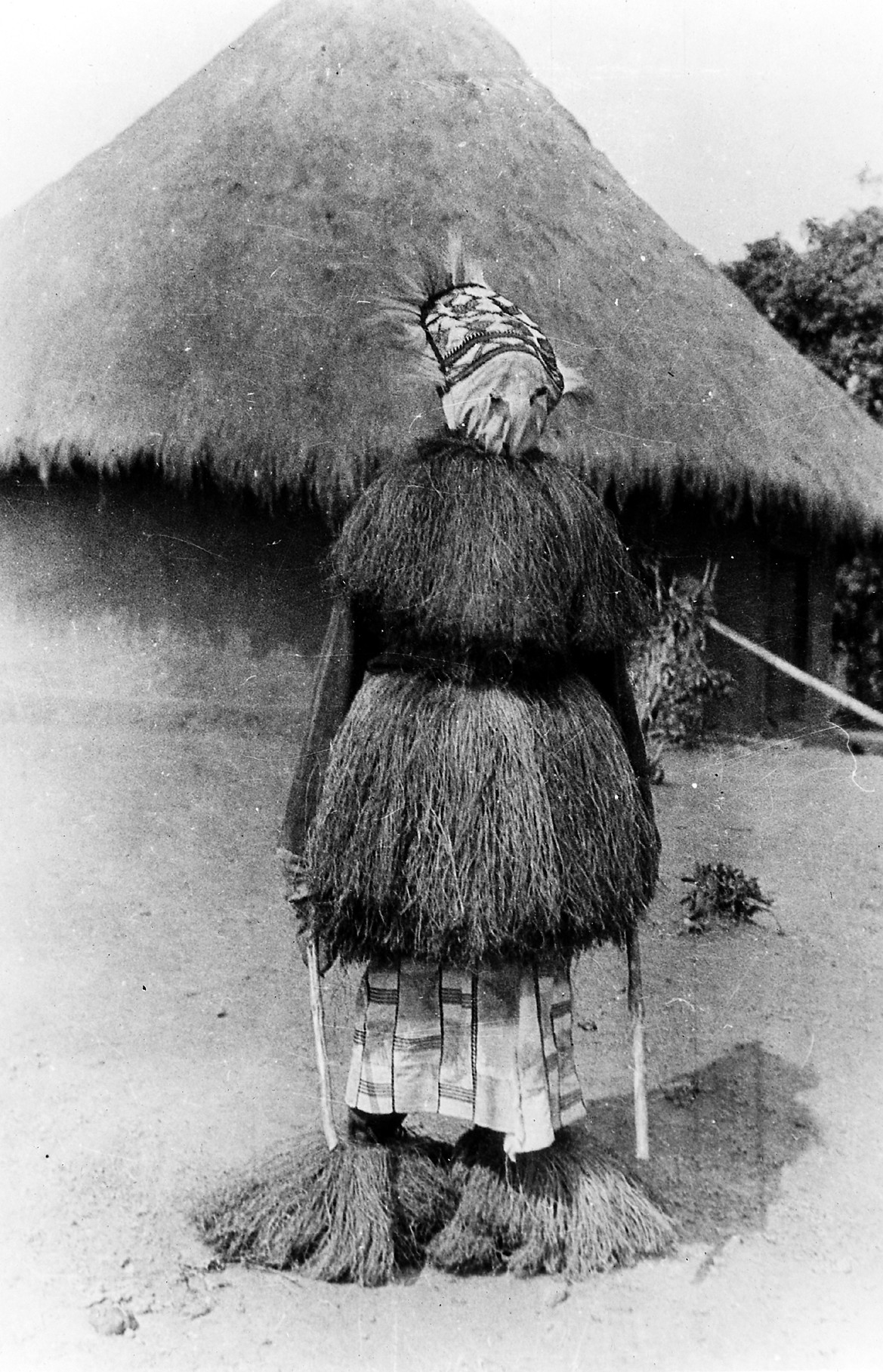
Густав Боліндер: танцюрист Поро в масці. Без дати, 1930–1931?

Однією із соціальних функцій таємних товариств, таких як Поро та Санде, є стримування антисоціальної поведінки чи переконань. Старійшини Поро визначатимуть випадки ймовірного чаклунства в громаді. 

## Практики
Товариство Поро має свої особливі ритуали та мову, татуювання та символи. Деталі цих символів серетні через присягу зберігати таємницю.

### Зустрічі
Товариство Поро зазвичай збирається в сухий сезон, між жовтнем і травнем. Побачення відбувається в чагарнику у загорожі, розділеному матами і покритому лише навислими деревами, що виконує роль клубу. Є три ступені: перший для вождів і великих людей, другий для жерців і третій для всіх інших. Церемонії Поро очолює диявол Поро, чоловік у фетишному одязі, який звертається до присутніх через довгу дерев’яну трубу.

Носіння дерев'яних масок на маскарадах товариства Поро є представленням духовного світу доброзичливих і злих духів. 
«Церемоніями керує диявол Поро, чоловік у фетишному вбранні, який звертається до зібрання через довгу дерев’яну трубу, відому як фуркалка (музичний інструмент, який видає потік звуків, від яких холоне кров, зроблена з трубки з прорізаними в ній отворами, на які накладені диски мембрани з яєчних мішків конкретного павука).
Ліберійський Поро мало чим відрізняється, коли справа доходить до церемоній.
Якщо в церемонії беруть участь жінки, діти та не-члени, диявол Поро залишається осторонь. 

### Табу

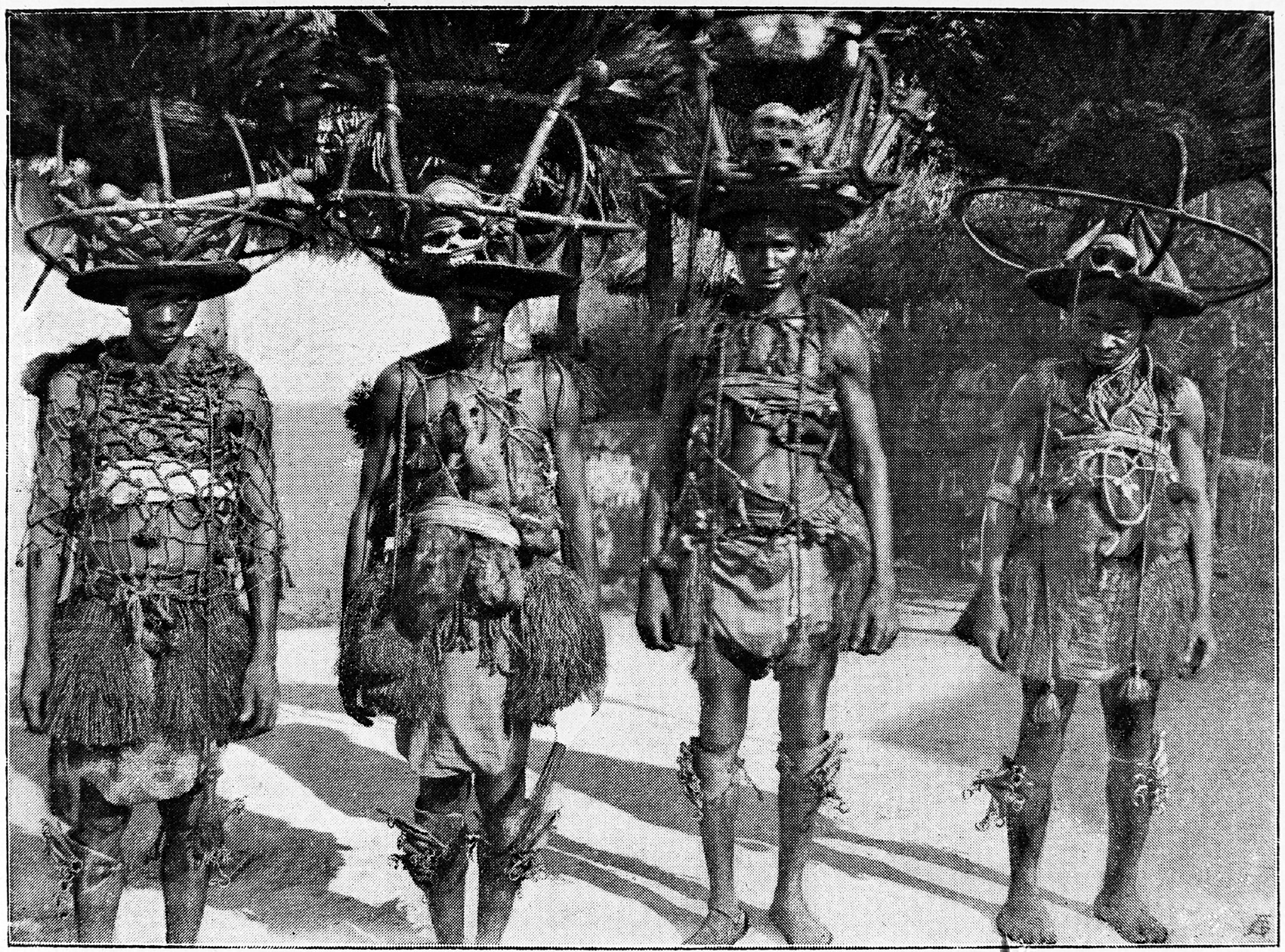
Група чоловіків Яссо. Члени товариства Поро. Зверніть увагу на мертвих тварин, символічно прикріплених до другої людини, і людські черепи на їхніх шоломах. Без дати.

Поро може накласти табу на що завгодно або будь-кого.  Оскільки жоден член не буде кидати виклик такому наказу. Багато проблем було спричинено там, де накладено табу на посіви.  У 1897 році місцевий уряд Великобританії був змушений прийняти спеціальний ордонанс, який забороняв накладати табу на всі місцеві продукти. 

### Інші види діяльності
У 2009 році члени Поро, що кидали каміння, протестували проти обрання Елізабет Сімбіва Согбо-Торту першою жінкою-главою вождя Німіяма у східній частині Сьєрра-Леоне. Вони заборонили їй займати посаду. 

## Діяльність за країнами

### Ліберія
Повідомляється, що під час свого правління Чарльз Тейлор прийняв Товариство Поро, яке допомогло йому створити ауру таємничості та непереможності.